# Église Saint-Sylvestre de Cerzat
Pour les articles homonymes, voir église Saint-Sylvestre.
L'église Saint-Sylvestre de Cerzat est un édifice situé dans la commune de Cerzat, dans le département français de la Haute-Loire en région Auvergne-Rhône-Alpes.

## Histoire
Les siècles des campagnes principales de construction sont le XIIe siècle, XVe siècle et XIXe siècle.
L'église est inscrite au titre des monuments historiques par arrêté du 5 octobre 2000.

## Description
L'église est dépendante de l'abbaye de Lavoûte-Chilhac et dispose d'un chevet roman. 
Elle a été agrandie au XIXe siècle avec l'adjonction à la nef d'une deuxième travée et le clocher-mur a été remplacé par un clocher édifié probablement à la fin du XIXe siècle le long de la façade sud.